# Zofingia Bern

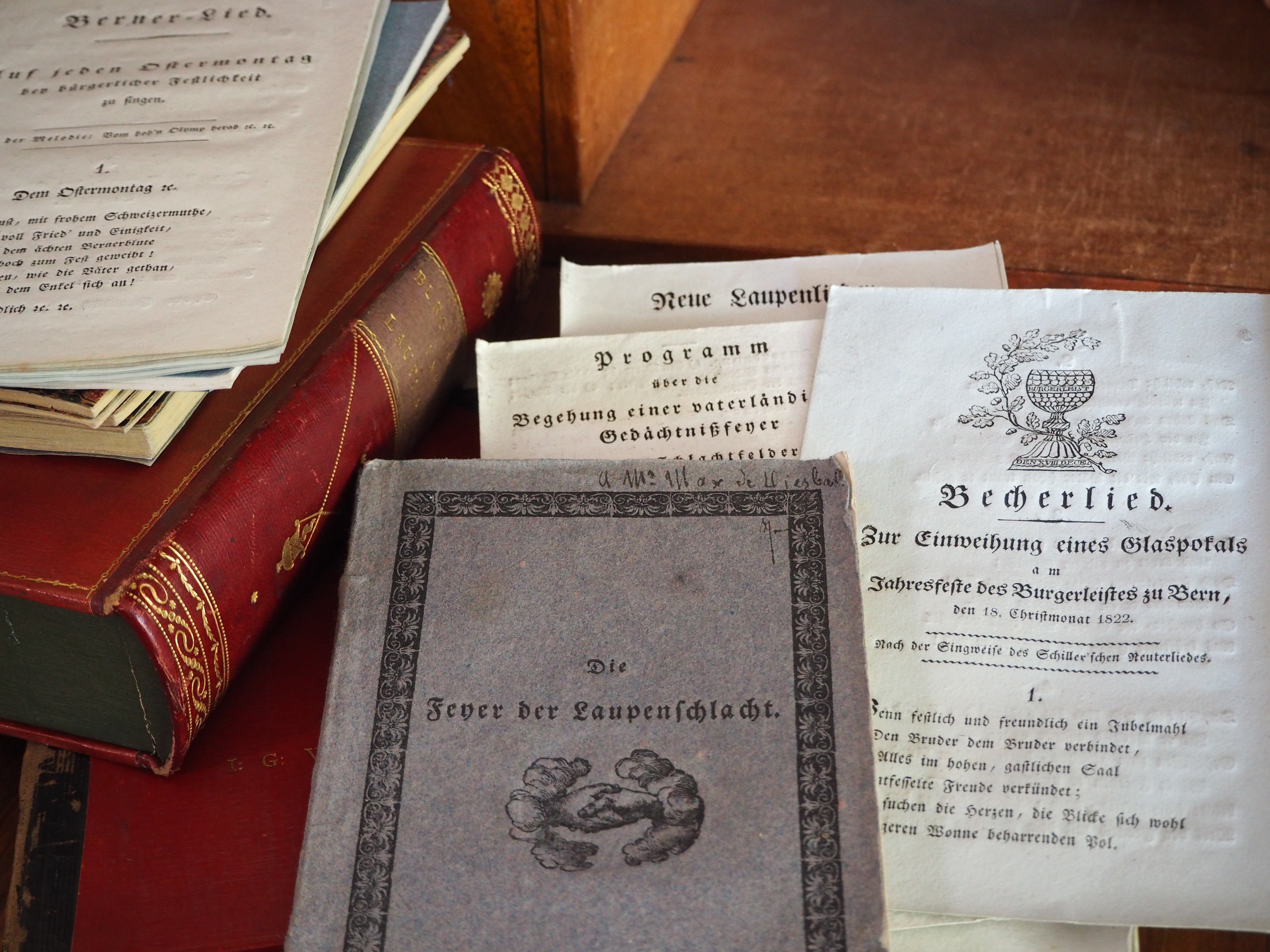
Dokumente zur 1818 erstmals abgehaltenen Laupenfeier, aus dem Besitz des Johann Rudolf Wyss

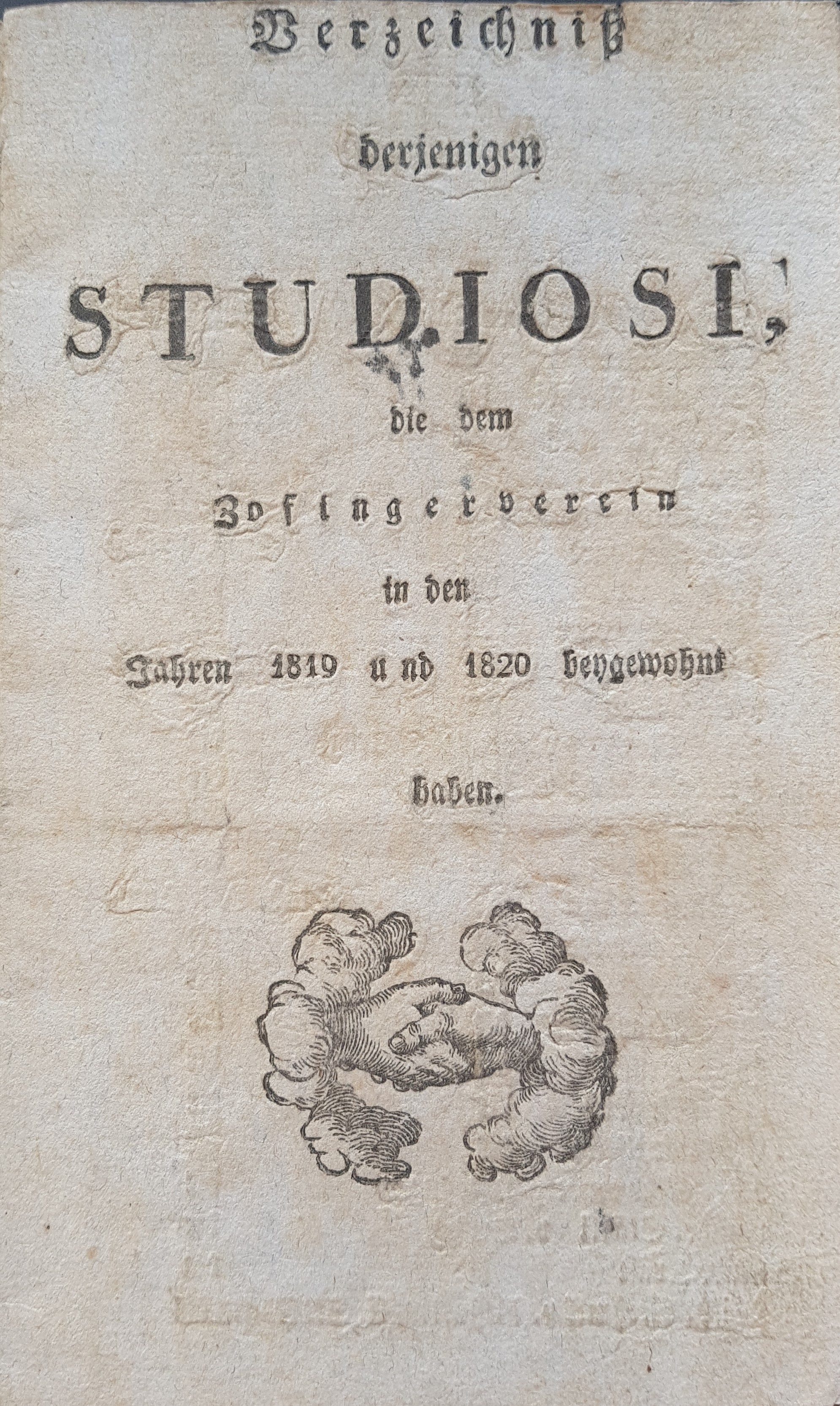
Titelblatt des Teilnehmerverzeichnisses des ersten Centralfestes in Zofingen (Staatsarchiv Bern, V Zofingia 58)

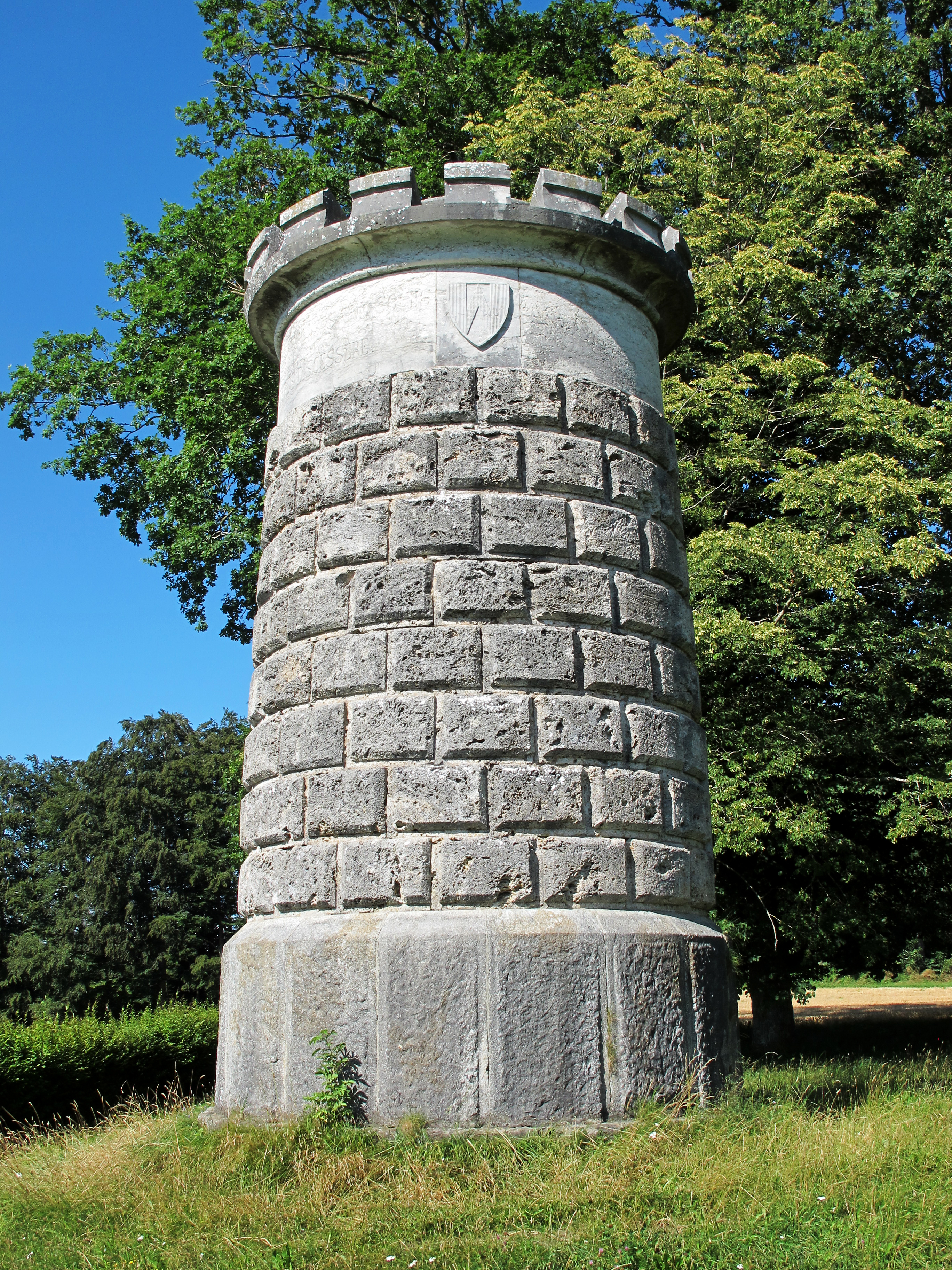
Das Laupen-Schlacht-Denkmal auf dem Bramberg in der Gemeinde Neuenegg (2016)

Die Zofingia Bern (Gründungssektion des Schweizerischen Zofingervereins) ist eine 1819 gegründete nichtschlagende schweizerische Studentenverbindung in Bern. Sie ist ein Männer- und Lebensbund. Ihr Name geht auf den Gründungsort Zofingen im Kanton Aargau zurück.

## Organisation
Die Sektion Bern (Zofingia Bern) wird durch die Centralstatuten des Schweizerischen Zofingervereins konstituiert, verfügt jedoch seit den Anfängen über eigene Sektionsstatuten. Der Centralausschuss wird turnusgemäss (Vorortsprinzip) durch Mitglieder der Sektion Bern gestellt, die Berner Aktivitas wird durch eine fünfköpfige Commission unter dem Vorsitz des Präses geleitet. Die Aktivitas gliedert sich in Füchse, Burschen und Inaktive. Nach absolviertem Studium besteht nach dem Prinzip des Lebensbunds die Möglichkeit, in eine Sektion des Altzofingervereins überzutreten. Stammbetrieb und Äussere Form folgen dem am 24. Februar 1932 durch Sektionsbeschluss in Kraft gesetzten Komment der Zofingia Bern (Comment). Die Zofingia Bern ist im 1938/39 durch Eduard Lanz erbauten Zofingerhaus (La maison blanche, La Blanche) an der Alpeneggstrasse 8 in Bern, in unmittelbarer Nähe des Hauptgebäudes der 1834 gegründeten Universität Bern, beheimatet.

## Geschichte

### Vorgeschichte
Die Vorgeschichte des Zofingervereins wird in der älteren Literatur bezüglich der Verhältnisse in Bern in den studentischen Gesellschaften der ersten Hälfte des 18. Jahrhunderts und der Helvetischen Gesellschaft gesehen. Direkte Berührungspunkte gibt es keine, nachweisbar sind jedoch die personellen Verbindungen der frühen Zofingia zum 1818 in Bern gegründeten Burgerleist. Mitbegründer des Burgerleists waren Albert Bitzius, später bekannt als Jeremias Gotthelf, dessen entfernter Vetter Karl Friedrich Bitzius (1801–1867), und Gottlieb Ludwig Studer. Um den Berner Philosophie-Professor Johann Rudolf Wyss – Dichter des Lieds Rufst du, mein Vaterland – bildete sich ein Kreis von Studenten, die 1818 am Ostermontag den Umzug des Äusseren Standes aufleben liessen. Der Burgerleist plante als nächste Veranstaltung eine Feier im Gedenken an die Schlacht bei Laupen. Die Organisatoren sammelten mit einer Subskriptionsliste Geld, Liedtexte wurden gedichtet, Programmhefte wurden gedruckt. Am 28. Juni 1818 wurde der Marsch nach Laupen mit rund 200 Personen durchgeführt. Die Laupenfeier wurde nun Jahr für Jahr wiederholt – bis auf den heutigen Tag. 1819 kaufte der Burgerleist auf dem Bramberg zwei Parzellen und errichtete dort 1839 das bekannte Denkmal, nach einem Entwurf des Stuttgarter Architekten Karl Marcell Heigelin. Nach und nach übernahm der Zofingerverein die Organisation der Laupenfeier.

### Gründungszeit
Die an den protestantischen Schulen von Zürich und Bern studierenden Protagonisten des frühen Zofingervereins hatten den Patriotismus der Spätaufklärung vor Augen und strebten vor dem politischen Hintergrund des Wiener Kongresses mit Enthusiasmus nach einer Vereinigung aller Studierenden der Schweiz. Die im Heumonat 1820 in Zofingen festgehaltenen «Gesetze des allgemeinen Zofingervereins» umfassen acht Artikel, die nur die Aufnahmekriterien, Verbleib im Verein nach Abschluss der Studien und organisatorische Regulierungen enthalten. Zutritt zum Verein hatte jeder Schweizer, der akademischer Bürger ist und das 17. Altersjahr vollbracht hatte. Der zweite Artikel hält fest, dass jedes Mitglied des Vereins nach Abschluss der Studien Mitglied bleibt, jedoch ohne Stimmrecht an den Versammlungen. Am ersten Treffen der Studenten aus Zürich und Bern im Juli 1819 nahmen 34 aus Bern und 26 aus Zürich teil, darunter auch die drei Hauptfiguren der Laupenfeier von 1818, Albert Bitzius, Karl Friedrich Bitzius, Gottlieb Ludwig Studer.
Von den 34 Mitgliedern aus Bern, die bei der Gründung 1819 in Zofingen dabei waren, studierten zwei Medizin, drei Recht und der gesamte Rest Theologie. Das Theologiestudium war der bevorzugte Studiengang der im Ancien Régime nicht regierenden, politisch benachteiligten burgerlichen Geschlechter Berns und der Oberschicht der bernischen und ehemals bernischen Landstädte wie Aarau, Aarburg, Brugg, Vevey oder Zofingen. Häufig vorkommende Familiennamen sind die Frank, Flügel, König, Leuw und Ris aus Bern, die Ringier aus Zofingen und die Funk aus Nidau. Die zahlreichen Mitglieder aus den Reihen der burgerlichen Familien der Stadt Bern führten zu einer kritischen Einstellung seitens der seit 1831 an der Macht stehenden, liberal-radikalen Regierung. Dies hatte indes auf die Mitgliederstruktur der Sektion keinen Einfluss, denn ab 1838 finden sich in den Mitgliederlisten neben Angehörigen ehemals nichtregierender burgerlicher Familien vermehrt auch Namen patrizischer Geschlechter wie von Erlach, von Fischer, von Lerber, von Luternau, Stettler, von Steiger, von Stürler, von Tavel und von Wattenwyl.
Der grösste Teil der Berner Zofinger waren bis zum Ersten Weltkrieg Theologen und Ärzte. Der Vikari-Abend, das Liedgut, der Weihnachtsesel und der Gottesdienst am Centralfest-Sonntag in Zofingen zeugen vom theologischen Hintergrund. Zu den politischen Exponenten der Liberal-Radikalen in der Zeit zwischen 1831 und 1847 gehörten die Regierungsräte Alexander Ludwig Funk, Johann Rudolf Schneider, Cyprien Revel und Ulrich Ochsenbein, der 1848 dem ersten Schweizerischen Bundesrat angehörte. Er gilt als einer der Gründerväter der modernen Schweiz. Als erster Vorsteher des eidgenössischen Militärdepartements ist er auch der eigentliche Schöpfer der Schweizer Armee. Der aus einer burgerlichen Familie stammende Pfarrer Albrecht Weyermann wurde als radikalliberaler zum bernischen Staatsschreiber gewählt, war 1847 Bundeskanzler, später bernischer Grossrat und für einige Jahre Nationalrat. Der bei den bernischen Wahlen 1850 erfolgte konservative Umschwung brachte mit Alphonse Bandelier, Eduard Blösch und Auguste Moschard gleich drei Zofinger in den Regierungsrat.

### Grosses Schisma
Die Sektion Bern entwickelte konservativen Charakter, was 1847 zum sogenannten «grossen Schisma» führte. Die Mehrheit der Berner gründeten eine Männerzofingia, deren Mitglieder sich mit Nichtzofingern trafen und verkehrten. Eine Minderheit von gut einem Dutzend radikal Gesinnten trat aus der Sektion aus und stellte sich als die wahre Zofingia Berns dar. 1855 erfolgte die Fusion mit der Helvetia, 1868 wurde laut dem Mitgliederverzeichnis der Name Zofingia wieder gebräuchlich. 1890 gründete der Theologe Karl Friedrich Albrecht Stettler (1867–1920) die erste Berner Bierfamilie der «Chüngeler».

### Zeit der Zwei Weltkriege
Der Erste Weltkrieg wurde für die Zofingia Bern zur echten Zerreissprobe. In ihren Reihen fanden sich Dienstverweigerer und Befürworter der Landesverteidigung gleichermassen. Die Situation konnte sich erst in den 1930er Jahren beruhigen.

### Nachkriegszeit
Die Mitgliederzahlen der Zofingia Bern sind seit der Nachkriegszeit und insbesondere seit der 68er-Bewegung auf ein deutlich geringeres Niveau gesunken. Auch die Zofingia ist von dem schwindenden Interesse am Vereinsleben betroffen, konnte jedoch 2019 mit einem offiziellen, gut besuchten Festakt ihr 200-Jahre-Jubiläum feiern.

Bildergalerie
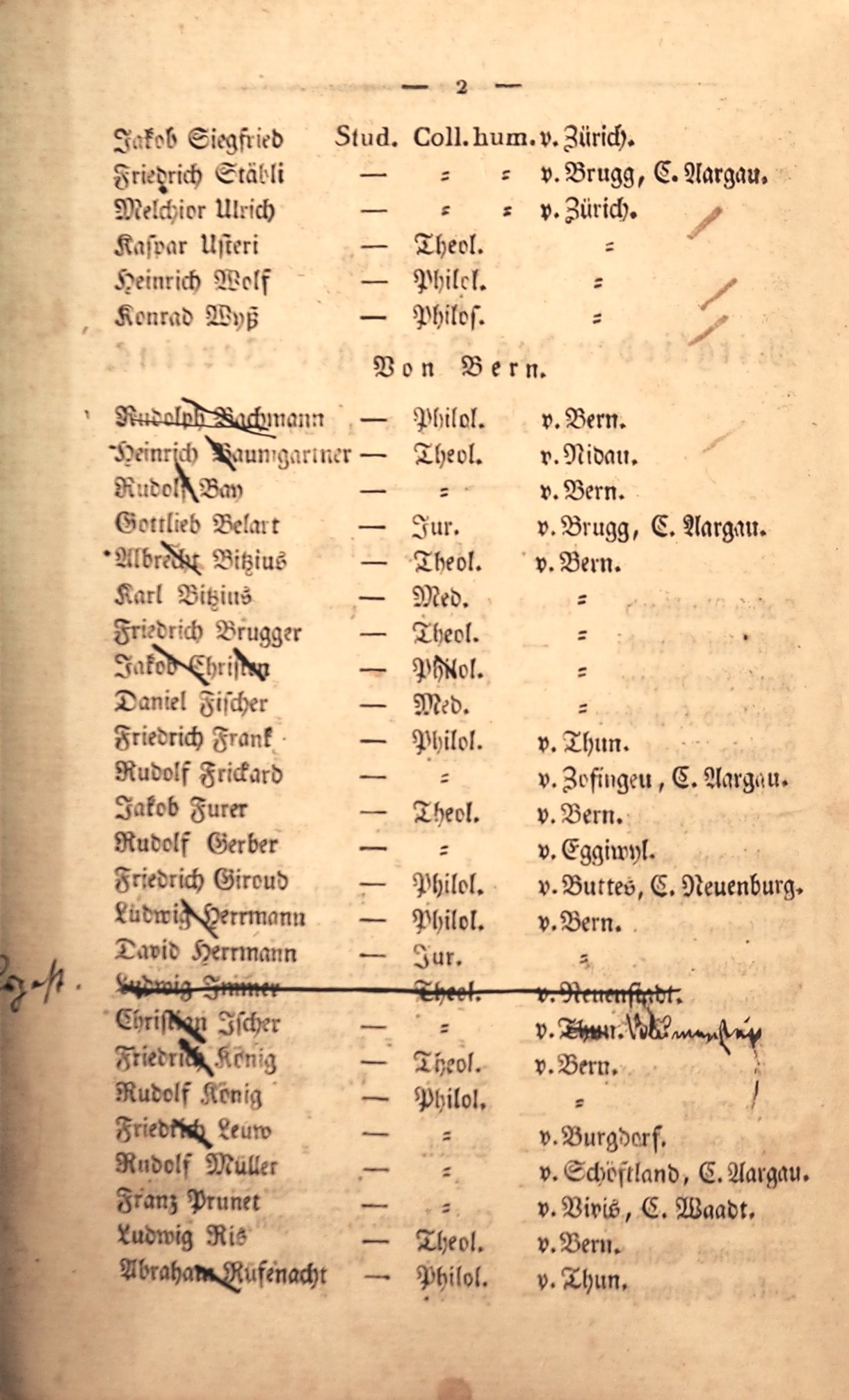
Auszug aus dem Teilnehmerverzeichnis des ersten Centralfestes in Zofingen (Staatsarchiv Bern, V Zofingia 58)
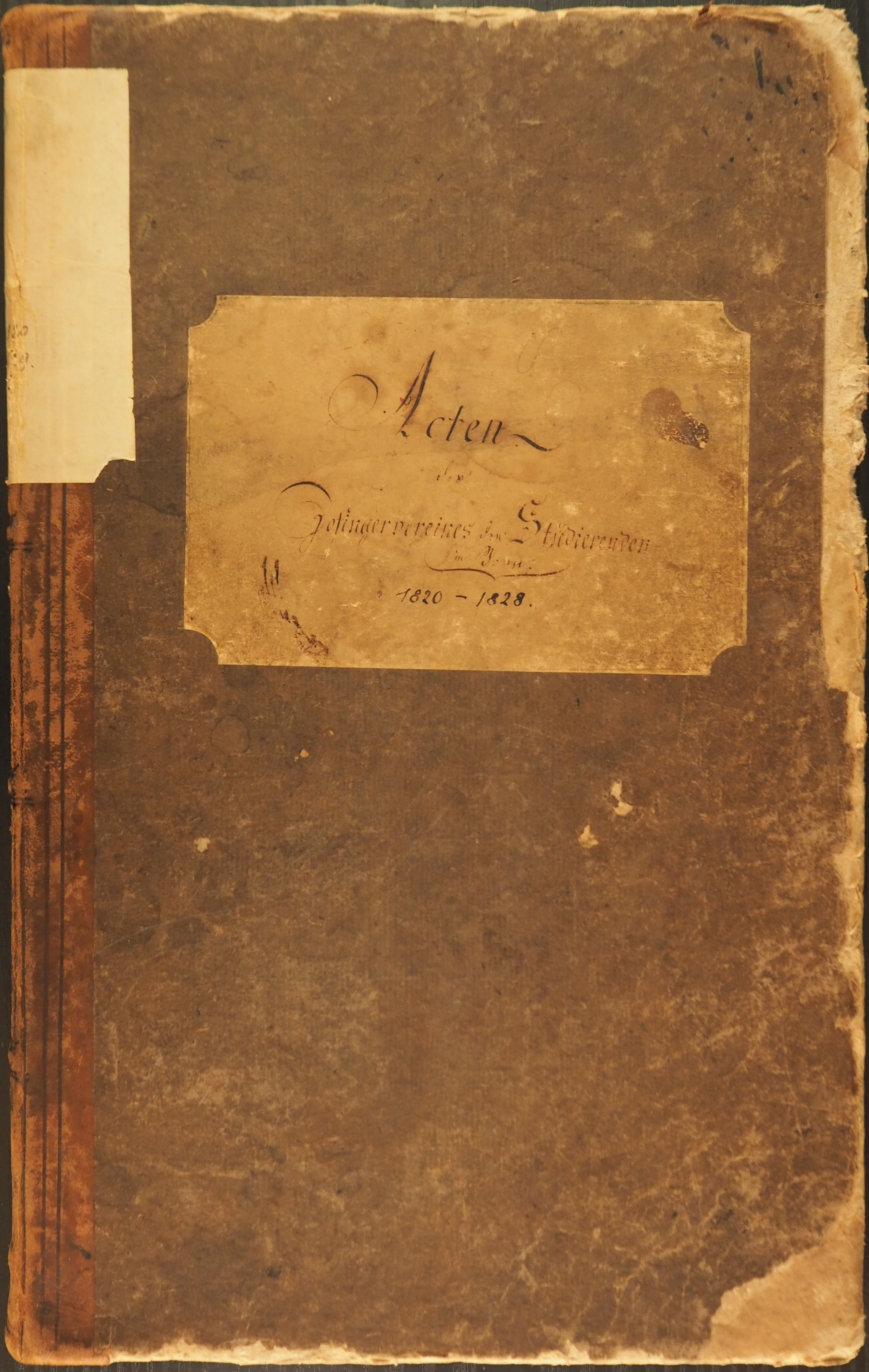
Einband des ältesten Protokollbands der Sektion Bern, Aufschrift: Acten / des / Zofingervereins der Studierenden / in Bern / 1820–1828 (Staatarchiv des Kantons Bern, V Zofingia 1)
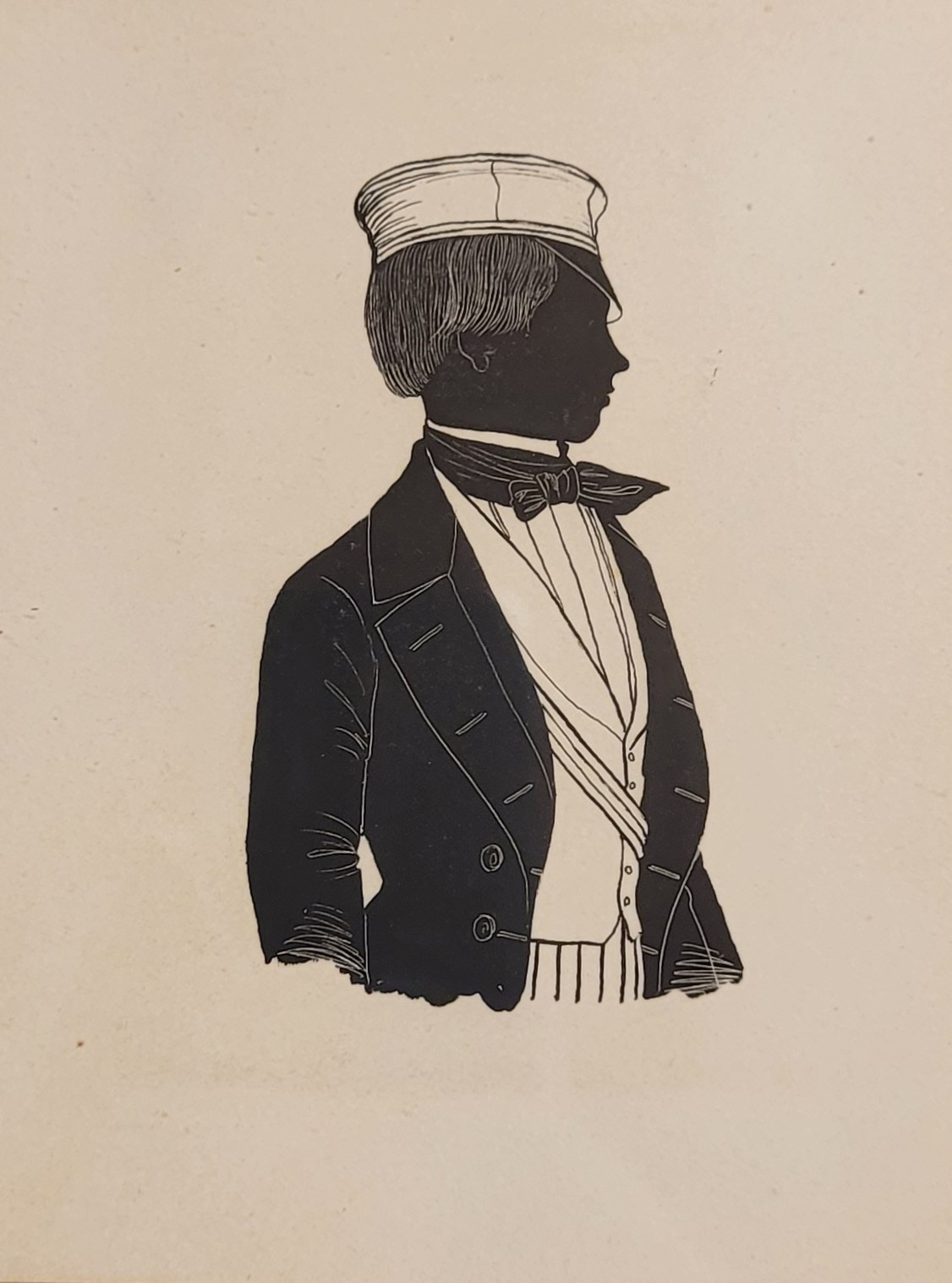
Silhouette Rudolf Friedrich von Fischer (1826–1911) als Zofinger, Fürsprecher, Obergerichtschreiber, Sachwalter, um 1848 (Privatbesitz)
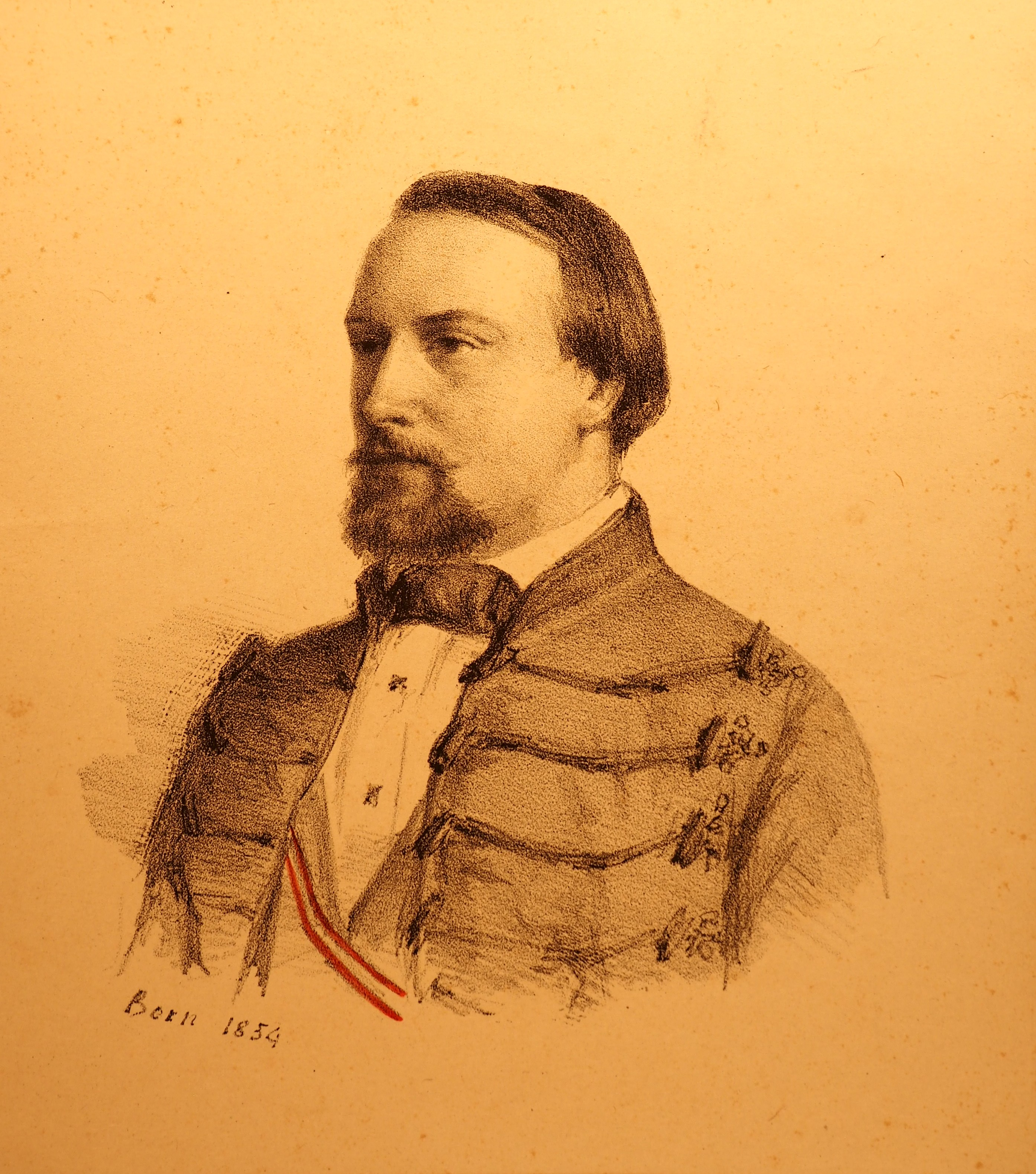
Ludwig Bay, Lithographie von Albert Anker, 1854 (Staatsarchiv Bern, V Zofingia)
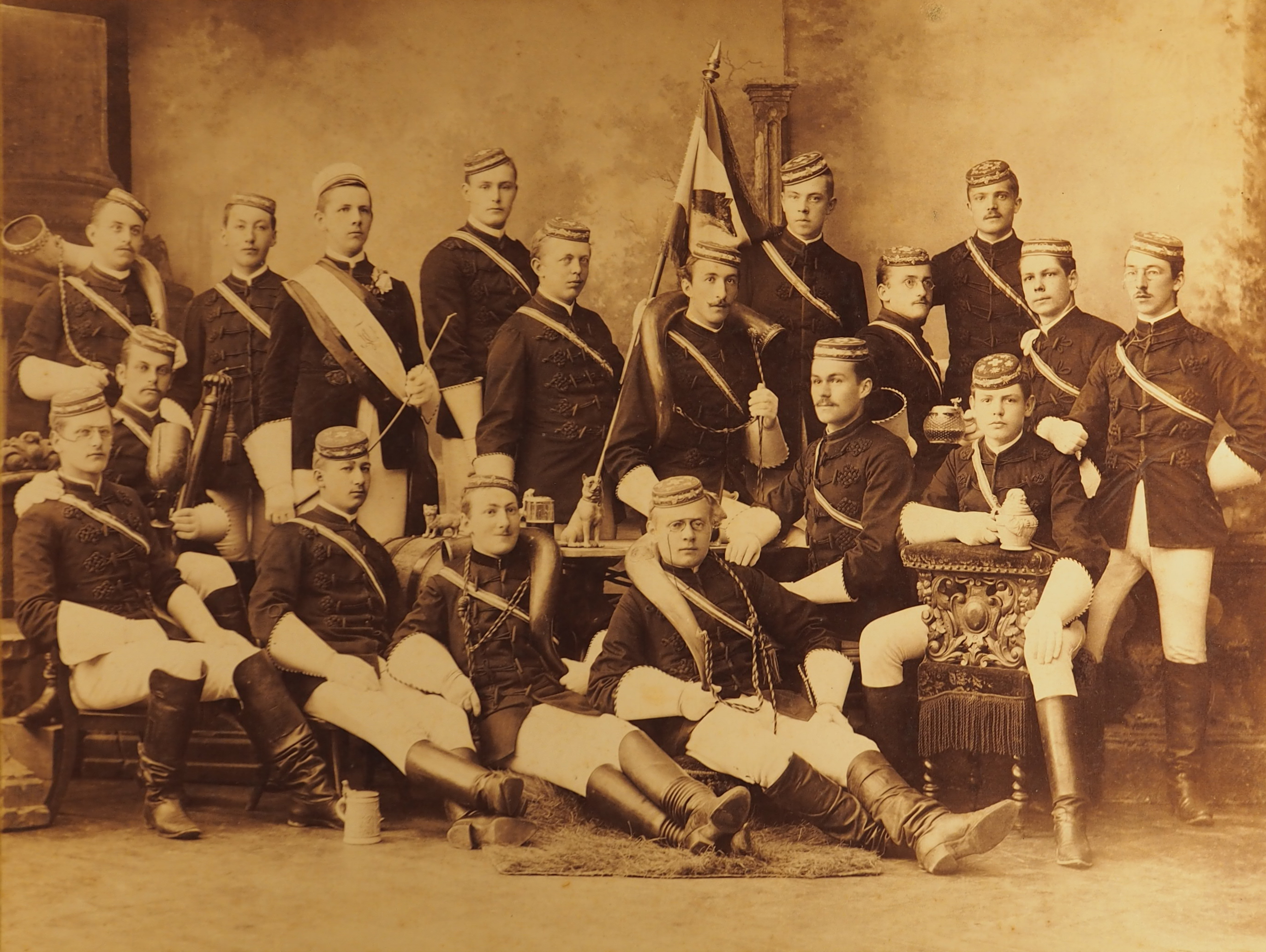
Fuchsenstall, um 1891 (Staatsarchiv Bern, V Zofingia)
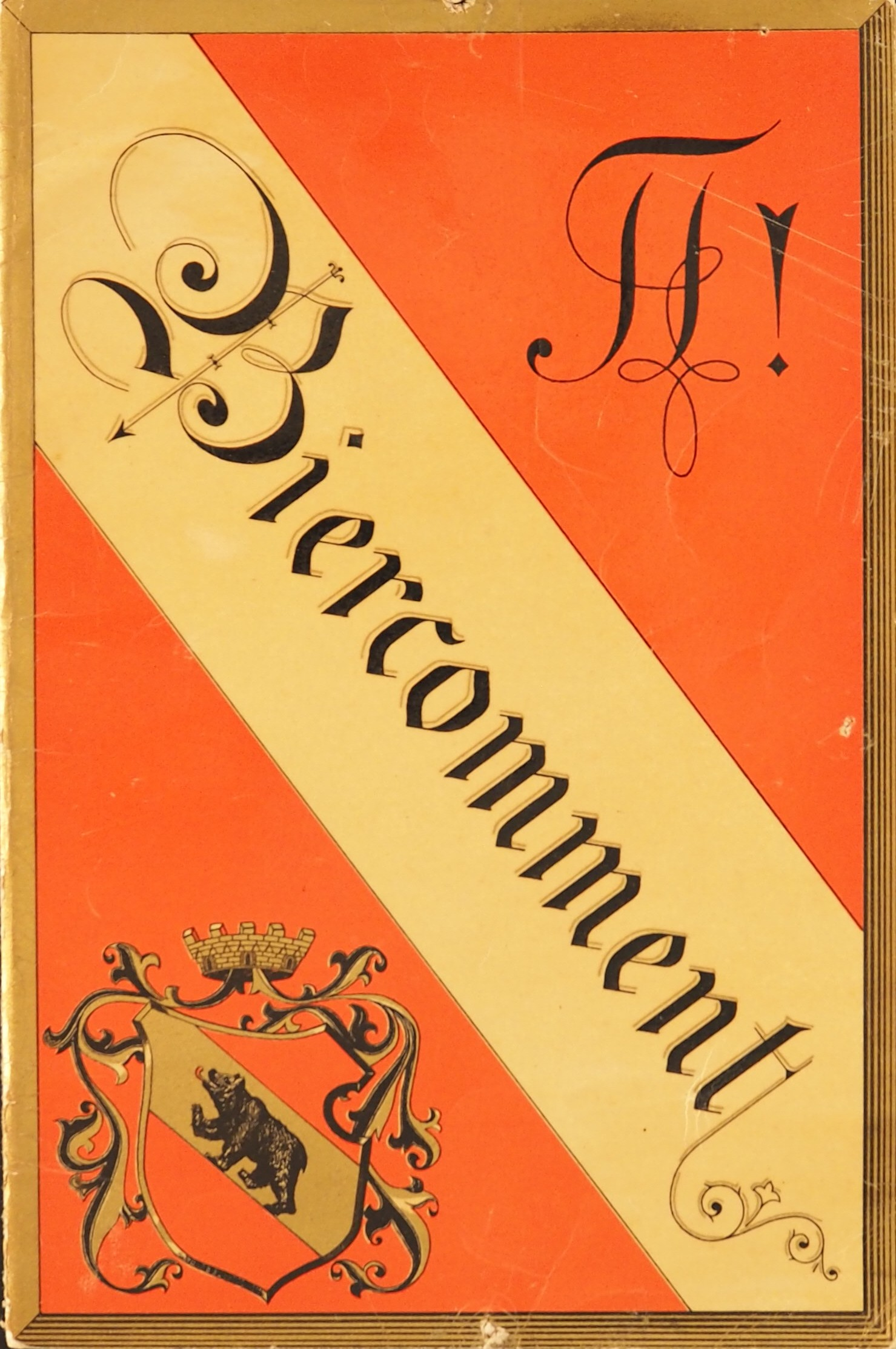
Berner Biercomment, Ausgabe 1902 (Staatsarchiv Bern, V Zofingia 205)